# Турун хлібний
Турун хлібний (Zabrus tenebrioides) — жук з родини турунів, шкідник зернових культур поширений в Україні. Поширений y степу та Лісостепу аж до південного Полісся, але зона масового розмноження — вся степова частина. Пошкоджує пшеницю, жито, овес, рис, кукурудзу, найбільшої шкоди завдає озимій пшениці.

## Опис
Жук довжиною 13-16 мм, смоляно-чорний або темно-коричневий, знизу — бурий. Вусики, ротові органи і ноги буро-червоні. Передньоспинка однакової ширини з крилами, на 1/3 ширша за свою довжину. Надкрила опуклі з 9 глибокими поздовжніми смужками, розділеними цяткованими лініями. Ноги короткі й міцні. Гомілки передніх ніг до вершини розширені й вкриті рядами шипиків; на передверхівці вирізка, якої нема у хижих жужелиць. Яйця жовтувато-білі, овальні.
Личинки брудно-білі, голова й три грудних сегменти темно-бурі. Тіло видовжене, струнке, довжиною до 25 мм; ширина передньої спинки в 1,6 раза, а середніх етернітів черевця в 2-2,5 рази більше своєї довжини; черевце поступово звужується назад і закінчується двома відростками.
Лялечка вільна біла, з двома короткими шипиками біля анального отвору.

## Екологія
Генерація однорічна, однак обіймає два суміжні календарні роки. Зимують у ґрунті переважно личинки, рідше жуки. Навесні личинки починають живитися вже за температури 7…8°С і роблять це в середньому п'ять-сім тижнів, після чого вони заляльковуються. Розвиток шкідника на стадії лялечки триває 12-25 діб. Виходять жуки протягом травня-червня. Живляться вони зернами дикорослих злаків. Імагінальне живлення триває, залежно від зони, до кінця червня (Степ) або липня (Лісостеп), після чого жуки зариваються в ґрунт на глибину 25-40 см, де перебувають у стані діапаузи до кінця серпня — початку вересня. У хлібних злаків жуки поїдають зерно (багато зерна вони й витрушують під час переміщення колосом). Один жук за сезон може пошкодити до 50-60 зерен. Яйця відкладають із половини липня до кінця вересня в ґрунт на глибину 3-50 см. Основна маса жуків після відкладення яєць гине. Личинки відроджуються з половини вересня до початку жовтня. Живляться вони сходами озимини, об'їдаючи листя, причому живлення триває навіть під сніговим покривом. Часто личинки затягують листя до нірок, у яких живуть, де й живляться ним. Після перезимівлі личинки відновлюють живлення на посівах озимих до заляльковування. Живлення личинок навесні триває 5-7 тижнів. Заляльковування відбувається на глибині 20-70 см.
У місцях підвищеної чисельності шкідника сходи зріджуються і з'являються плішини (лисини). Коли злакові сіяти по злаковим, то чисельність шкідника та лисини внаслідок їх пошкодження збільшується і навесні на озимих доводиться проводити підсіви або пересівати ярими культурами. Масове з'явлення цього шкідника спостерігалося у семидесятих — на початку восьмидесятих років минулого століття.

## Засоби захисту
Якісне та своєчасне збирання врожаю зернових у стислі строки, видалення з полів соломи й скиртування її без втрат, лущення стерні з наступною оранкою на глибину 20-22 см, обробіток ґрунту за системою напівпару, триразова культивація з боронуванням у період між оранкою й сівбою, знищення падалиці, сівба у другій половині оптимальних строків погіршують умови живлення та обмежують поширення хлібної жужелиці. Важливе значення в зниженні чисельності даного виду шкідника має сівозміна, зокрема висівання зернових по зернових попередниках допускається не більше як 2 роки підряд. Загалом, використання стернових попередників під озиму пшеницю є небажаним. За таких умов без обробки посівного матеріалу інсектицидними протруйниками не обійтися.